# Janina Łuszczewska-Heine
Janina Danuta Łuszczewska-Heine (I° voto Tomaszewska, ur. 27 stycznia 1927 w Warszawie, zm. 10 kwietnia 2014 tamże) – polska lekarka-pulmonolog.

## Życiorys
Córka Stanisława i Bronisławy z domu Kęsickiej. Od 1939 była uczennicą w tajnym Gimnazjum i Liceum Królowej Jadwigi w Warszawie, ukończyła je w 1944. Podczas nauki zaangażowała się w działalność konspiracyjną i należała do zgrupowania syndykalistów. Po wybuchu powstania warszawskiego została jako łączniczka przydzielona do I Kompanii Batalionu „Parasol”, nadano jej pseudonimy „Gąska” oraz „Danka”. Ranna podczas przenoszenia z Woli na Stare Miasto meldunków przebywała w szpitalu powstańczym na ulicy Barokowej, a następnie w podziemiach kościoła św. Jacka. Następnie była sanitariuszką w szpitalach powstańczych na ulicy Okólnik i Frascati, ponownie ranna została aresztowana i przetransportowana do obozu przejściowego Dulag 121 Pruszków. Następnie przebywała w okolicach Szczecina, gdzie pracowała w gospodarstwie rolnym, ewakuowana stamtąd z innymi więźniami do Friedrichsfelde, a następnie do Karlshorst, skąd podczas inwazji radzieckiej przetransportowano ją na przedmieścia Berlina. Po zakończeniu działań wojennych przez Poznań powróciła do Warszawy, ponieważ jej dom był zburzony wyjechała do Łodzi, gdzie zdała maturę i rozpoczęła studia na Akademii Medycznej. Po roku przeniosła się do Gdańska, gdzie kontynuowała naukę. Po ukończeniu w 1954 studiów na gdańskiej Akademii Medycznej początkowo pracowała w Gdańsku, a następnie w Koszalinie, gdzie była ordynatorem oddziału gruźliczego. W pierwszej połowie lat 70. XX wieku powróciła do Warszawy, pracowała jako lekarz o specjalności II stopnia chorób płuc.
Zmarła w wyniku choroby nowotworowej, spoczywa na Cmentarzu Wojskowym na Powązkach w kolumbarium (D 18 KOL LEWE B Rząd: 12 Grób: 6).

## Odznaczenia
- Odznaką Honorową i Srebrnym Krzyżem Zasługi;
- Medal za zasługi w rozwoju Województwa Koszalińskiego;
- Złoty Krzyż Zasługi za zwalczanie gruźlicy w Województwie Koszalińskim w latach 1959-79;
- "Syrenka" i odznaka "Za zasługi dla Województwa Warszawskiego";
- Odznaka Zasłużonego dla Warszawy;.
- Odznaka Batalionu "Parasol" za udział w Powstaniu Warszawskim;
- Odznaka Pamiątkowa Zgrupowania "Radosław";
- Medal "Zwycięstwa i Wolności 1945";
- Warszawski Krzyż Powstańczy;
- Krzyż Partyzancki;
- Medal "Digno Laude" Powstańczych Służb Sanitarnych SMV.